# جاناتان پالمر
جاناتان چارلز پالمر (انگلیسی: Jonathan Charles Palmer؛ زادهٔ ۷ نوامبر ۱۹۵۶ در لویشام، لندن) رانندهٔ سابق مسابقات اتومبیل‌رانی اهل بریتانیا است که از فصل ۱۹۸۳ تا ۱۹۸۹ در مجموع در ۸۸ گراند پری از مسابقات جهانی فرمول یک شرکت کرد.
او در طول دوران فعالیت خود در فرمول یک در ۱ مسابقه موفق شد سریع‌ترین زمان طی یک دور پیست را به نام خود ثبت کند و ۱۴ امتیاز را نیز به نام خود به‌ثبت رساند.